# Stigmatochromis pholidophorus
Stigmatochromis pholidophorus är en fiskart som först beskrevs av Trewavas, 1935.  Stigmatochromis pholidophorus ingår i släktet Stigmatochromis och familjen Cichlidae. IUCN kategoriserar arten globalt som livskraftig. Inga underarter finns listade i Catalogue of Life.